# Сіманес-де-ла-Вега
Сіманес-де-ла-Вега (ісп. Cimanes de la Vega) — муніципалітет в Іспанії, у складі автономної спільноти Кастилія-і-Леон, у провінції Леон. Населення — 569 осіб (2010).
Муніципалітет розташований на відстані близько 250 км на північний захід від Мадрида, 55 км на південь від Леона.
На території муніципалітету розташовані такі населені пункти: (дані про населення за 2010 рік)
- Баріонес-де-ла-Вега: 123 особи
- Сіманес-де-ла-Вега: 419 осіб
- Лордеманос: 27 осіб

## Демографія
Динаміка населення (INE ):